# FIFA 22
FIFA 22 es un videojuego desarrollado por EA Vancouver y EA Romania, siendo publicado por EA Sports. Está disponible para PlayStation 4, PlayStation 5, Xbox Series X/S, Xbox One, Microsoft Windows, Google Stadia, y Nintendo Switch. Es la vigésimo novena entrega en la serie FIFA y fue lanzado el 1 de octubre de 2021 de manera global.
El primer tráiler del juego fue presentado el 11 de julio de 2021 y muestra la nueva tecnología Hypermotion, que según palabras de EA brindará nueva experiencia más realista. Estas innovaciones están disponibles únicamente para PlayStation 5, Xbox Series y Stadia.
Kylian Mbappé será el rostro de la portada por segunda vez consecutiva .
A diferencia de juegos anteriores que poseían diferentes ediciones con más contenido, FIFA 22 sólo contará con dos ediciones: Ultimate y estándar. La edición Ultimate otorga al usuario de acceso anticipado al juego, junto con beneficios extras que no están disponibles en la edición estándar, con un respectivo valor de 60 o 70 dólares (edición estándar) y 100 dólares (edición Ultimate).

## Equipospartner
Los equipos partner, son aquellos con los que EA Sports negocia acuerdos individuales, y conceden derechos de publicidad, como que aparezca el logo de EA SPORTS en la camiseta o en el estadio, entre otros.
Estos son los que hasta ahora participan en FIFA 22:
| Confederación                | Equipo                    |
| ---------------------------- | ------------------------- |
|                              | Borussia Dortmund         |
| Atlético de Madrid           |                           |
| Real Madrid C. F.            |                           |
| A. S. Monaco Nuevo           |                           |
| A. S. Saint-Étienne Nuevo    |                           |
| Lille O. S. C. Nuevo         |                           |
| Olympique de Lyon            |                           |
| Olympique de Marsella        |                           |
| París Saint-Germain F. C.    |                           |
| Stade Rennes F. C. Nuevo     |                           |
| Chelsea F. C.                |                           |
| Leeds United F. C.           |                           |
| Liverpool F. C.              |                           |
| Manchester City F. C.        |                           |
| Tottenham Hotspur F. C.      |                           |
| A. C. Milan                  |                           |
| A. C. F. Fiorentina Nuevo    |                           |
| Bologna F. C. Nuevo          |                           |
| Inter de Milán               |                           |
| Ajax A. F. C.                |                           |
| PSV Eindhoven                |                           |
| F. C. Porto                  |                           |
| S. L. Benfica                |                           |
| Djurgårdens IF               |                           |
|                              | C. A. Boca Juniors Vuelve |
| C. A. Independiente          |                           |
| Racing Club                  |                           |
| C. A. San Lorenzo de Almagro |                           |
| C. D. Universidad Católica   |                           |
| Atlético Nacional Nuevo      |                           |
| Independiente del Valle      |                           |
| Nacional Nuevo               |                           |
|                              | New York City F. C.       |
| C. F. Cruz Azul Nuevo        |                           |
| C. D. Guadalajara            |                           |
| Pumas UNAM                   |                           |
| Tigres de la UANL            |                           |
|                              | Melbourne City F. C.      |

## Ligas y Competiciones
Estas son las ligas confirmadas. Se destaca el regreso de Boca Juniors luego de 3 temporadas sin licencia y River Plate luego de 2 temporadas. Se pierde la licencia del Atalanta y la SS Lazio debido a su acuerdo con eFootball 2022.
Estas son las ligas que están presentes en FIFA 22:
| Confederación                       | Competición                |
| ----------------------------------- | -------------------------- |
|                                     | Bundesliga                 |
| Bundesliga 2                        |                            |
| 3. Liga                             |                            |
| Ö. Bundesliga                       |                            |
| 1A Pro League                       |                            |
| 3F Superliga                        |                            |
| Cinch Premiership                   |                            |
| LaLiga EA Sports LaLiga Hypermotion |                            |
| Ligue 1 Uber Eats                   |                            |
| Ligue 2 BKT                         |                            |
| Eredivisie                          |                            |
| Premier League                      |                            |
| EFL Championship                    |                            |
| EFL League One                      |                            |
| EFL League Two                      |                            |
| SSE Airtricity Premier Division     |                            |
| Serie A TIM                         |                            |
| Eliteserien                         |                            |
| PKO Ekstraklasa                     |                            |
| Liga Portugal                       |                            |
| Liga I                              |                            |
| Allsvenskan                         |                            |
| Credit Suisse Super League          |                            |
| Süper Lig                           |                            |
|                                     | Liga Profesional de Fútbol |
| Serie A Brasileirão (Brasileirão)   |                            |
|                                     | MBS Pro League             |
| A-League                            |                            |
| CSL                                 |                            |
| K-League 1                          |                            |
| Hero ISL                            |                            |
| Meiji Yasuda J1                     |                            |
|                                     | MLS                        |
| Liga BBVA MX                        |                            |
|                                     | Resto del mundo            |
| APOEL FC Nuevo                      |                            |
| Dinamo Zagreb                       |                            |
| Hajduk Split Vuelve                 |                            |
| HJK Helsinki                        |                            |
| AEK Atenas                          |                            |
| Olympiakos                          |                            |
| Panathinaikos                       |                            |
| PAOK                                |                            |
| Ferencváros Nuevo                   |                            |
| Wrexham Vuelve                      |                            |
| AC Monza                            |                            |
| Benevento                           |                            |
| Crotone                             |                            |
| Lecce                               |                            |
| Parma                               |                            |
| Slavia Praha                        |                            |
| Sparta Praha                        |                            |
| Viktoria Plzeň                      |                            |
| CSKA Moscú                          |                            |
| Lokomotiv Moscú                     |                            |
| Spartak Moscú                       |                            |
| Dinamo Kiev                         |                            |
| Shakhtar Donetsk                    |                            |
| Al-Ain                              |                            |
| Kaizer Chiefs                       |                            |
| Orlando Pirates                     |                            |
| MLS All-Star                        |                            |
| Adidas All-Star                     |                            |
| Soccer Aid                          |                            |
|                                     | CONMEBOL Libertadores      |
| Argentinos Juniors                  |                            |
| Boca Juniors                        |                            |
| Defensa y Justicia                  |                            |
| Racing Club                         |                            |
| River Plate                         |                            |
| Vélez Sarsfield                     |                            |
| Always Ready                        |                            |
| The Strongest                       |                            |
| Atlético Mineiro*                   |                            |
| Flamengo*                           |                            |
| Fluminense*                         |                            |
| Internacional*                      |                            |
| Palmeiras*                          |                            |
| Santos FC*                          |                            |
| São Paulo FC*                       |                            |
| Universidad Católica                |                            |
| Unión La Calera                     |                            |
| América de Cali                     |                            |
| Atlético Nacional                   |                            |
| Junior                              |                            |
| Santa Fe                            |                            |
| Barcelona SC                        |                            |
| Independiente del Valle             |                            |
| LDU Quito                           |                            |
| Cerro Porteño                       |                            |
| Club Olimpia                        |                            |
| Sporting Cristal                    |                            |
| Universitario                       |                            |
| Nacional                            |                            |
| Rentistas                           |                            |
| Deportivo La Guaira                 |                            |
| Deportivo Táchira                   |                            |
| CONMEBOL Sudamericana               |                            |
| Arsenal de Sarandí                  |                            |
| Independiente                       |                            |
| Lanús                               |                            |
| Newell's Old Boys                   |                            |
| Rosario Central                     |                            |
| San Lorenzo                         |                            |
| Talleres                            |                            |
| Atlético Palmaflor                  |                            |
| Bolívar                             |                            |
| Guabirá                             |                            |
| Nacional Potosí                     |                            |
| Wilstermann                         |                            |
| Athletico Paranaense*               |                            |
| Atlético-GO*                        |                            |
| Bahía*                              |                            |
| Ceará SC*                           |                            |
| Corinthians*                        |                            |
| Grêmio*                             |                            |
| Red Bull Bragantino*                |                            |
| Deportes Antofagasta                |                            |
| Cobresal                            |                            |
| Huachipato                          |                            |
| Palestino                           |                            |
| Deportes Tolima                     |                            |
| Deportivo Cali                      |                            |
| Deportivo Pasto                     |                            |
| La Equidad                          |                            |
| Aucas                               |                            |
| Emelec                              |                            |
| Guayaquil City                      |                            |
| Macará                              |                            |
| 12 de Octubre                       |                            |
| Club Nacional                       |                            |
| Guaireña                            |                            |
| Libertad                            |                            |
| Club River Plate                    |                            |
| C.A. Mannucci                       |                            |
| FBC Melgar                          |                            |
| Sport Huancayo                      |                            |
| UTC                                 |                            |
| Cerro Largo                         |                            |
| Fénix                               |                            |
| Montevideo City Torque              |                            |
| Peñarol                             |                            |
| Aragua FC                           |                            |
| Metropolitanos                      |                            |
| Mineros                             |                            |
| Puerto Cabello                      |                            |

- Club licenciado, nombres de jugadores genéricos y no se incluirán en FIFA Ultimate Team.

### Competiciones continentales
| Confederación                 | Competición                          | Notas                                                  |
| ----------------------------- | ------------------------------------ | ------------------------------------------------------ |
|                               | UEFA Champions League                | Licenciada                                             |
| UEFA Europa League            | Licenciada                           |                                                        |
| UEFA Europa Conference League | Licenciada Nuevo                     |                                                        |
| UEFA Super Cup                | Licenciada                           |                                                        |
|                               | Conmebol Libertadores                | Licenciada                                             |
| Conmebol Sudamericana         | Licenciada                           |                                                        |
| Conmebol Recopa               | Licenciada                           |                                                        |
|                               | Copa Asiática (AFC Champions League) | Competición ficticia basada en la AFC Champions League |

## Selecciones
El juego contará con 33 selecciones masculinas completamente licenciadas hasta ahora, con la novedad de que la Selección de fútbol de Ucrania estará volviendo  en esta edición, su última aparición fue en FIFA 10. Además vuelve la licencia completa de Hungría y Portugal al juego, después de haberlas perdido en la edición anterior. Se pierden 17 selecciones: Bolivia, Bulgaria, Camerún, Chile, Colombia, Costa de Marfil, Ecuador, Egipto, Eslovenia, India, Paraguay, Perú, Sudáfrica, Suiza, Turquía,  Uruguay y Venezuela, por problemas de licencia.
El resto de los equipos son los mismos que en FIFA 21.
| Confederación | Licencia |
| ------------- | -------- |

| Confederación     | Selección     |            |            |
| Masculinas        | Masculinas    | Masculinas | Masculinas |
| ----------------- | ------------- | ---------- | ---------- |
|                   | Alemania      |            |            |
| Austria           |               |            |            |
| Bélgica           |               |            |            |
| Dinamarca         |               |            |            |
| Escocia           |               |            |            |
| España            |               |            |            |
| Finlandia         |               |            |            |
| Francia           |               |            |            |
| Gales             |               |            |            |
| Grecia            |               |            |            |
| Países Bajos      |               |            |            |
| Hungría           |               |            |            |
| Inglaterra        |               |            |            |
| Gibraltar         |               |            |            |
| Irlanda           |               |            |            |
| Irlanda del Norte |               |            |            |
| Islandia          |               |            |            |
| Italia            |               |            |            |
| Noruega           |               |            |            |
| Polonia           |               |            |            |
| Portugal          |               |            |            |
| República Checa   |               |            |            |
| Rumania           |               |            |            |
| Rusia**           |               |            |            |
| Suecia            |               |            |            |
| Ucrania Vuelve    |               |            |            |
|                   | Argentina     |            |            |
| Brasil*           |               |            |            |
|                   | Canadá        |            |            |
| Estados Unidos    |               |            |            |
| México            |               |            |            |
|                   | Australia     |            |            |
| China             |               |            |            |
|                   | Nueva Zelanda |            |            |
| Femeninas         |               |            |            |
|                   | Alemania      |            |            |
| Bélgica           |               |            |            |
| Escocia           |               |            |            |
| España            |               |            |            |
| Francia           |               |            |            |
| Países Bajos      |               |            |            |
| Inglaterra        |               |            |            |
| Noruega           |               |            |            |
| Portugal          |               |            |            |
| Suecia            |               |            |            |
|                   | Brasil*       |            |            |
|                   | Canadá        |            |            |
| Estados Unidos    |               |            |            |
| México            |               |            |            |
|                   | Australia     |            |            |
| China             |               |            |            |
|                   | Nueva Zelanda |            |            |

- Selección licenciada pero con jugadores ficticios
  - El 2 de marzo del 2022 y debido a la invasión rusa a Ucrania, EA Sports eliminó la selección y también a sus equipos.

## Estadios
Estos son los estadios que hasta ahora estarán presentes en FIFA 22. Hay 5 estadios nuevos. El resto de los estadios, son los mismos que estuvieron presentes en FIFA 21.
| Liga              | Estadio                            | Club                        |
| ----------------- | ---------------------------------- | --------------------------- |
| Bundesliga        | RheinEnergieStadion                | F. C. Colonia               |
| Bundesliga        | Mewa Arena                         | 1. FSV Mainz 05             |
| Bundesliga        | Schüco Arena Nuevo                 | Arminia Bielefeld           |
| Bundesliga        | Signal Iduna Park                  | Borussia Dortmund           |
| Bundesliga        | Stadion An der Alten Försterei     | F. C. Unión Berlín          |
| Bundesliga        | Mercedes-Benz Arena                | VfB Stuttgart               |
| Bundesliga        | Deutsche Bank Park                 | Eintracht Frankfurt         |
| Bundesliga        | Volkswagen-Arena                   | VfL Wolfsburgo              |
| Bundesliga        | Borussia Park                      | Borussia Mönchengladbach    |
| Bundesliga        | BayArena                           | Bayer 04 Leverkusen         |
| Bundesliga        | WWK Arena                          | F. C. Augsburgo             |
| Bundesliga        | Olympiastadion                     | Hertha Berlín               |
| Bundesliga        | Red Bull Arena (Leipzig)           | RB Leipzig                  |
| Bundesliga        | PreZero Arena                      | TSG 1899 Hoffenheim         |
| 2. Bundesliga     | Max-Morlock-Stadion                | 1. F. C. Núremberg          |
| 2. Bundesliga     | VELTINS-Arena                      | Schalke 04                  |
| 2. Bundesliga     | Merkur Spiel-Arena                 | Fortuna Düsseldorf          |
| 2. Bundesliga     | Volksparkstadion                   | Hamburgo S. V.              |
| 2. Bundesliga     | HDI-Arena                          | Hannover 96                 |
| 2. Bundesliga     | Benteler Arena                     | SC Paderborn 07             |
| 2. Bundesliga     | Weserstadion                       | Werder Bremen               |
| MBS Pro League    | King Abdullah Sports City          | Al-Ahli Al-Ittihad          |
| MBS Pro League    | King Fahd Stadium                  | Al-Hilal Al-Nassr Al-Shabab |
| LPF               | Estadio Libertadores de América**  | Independiente               |
| LPF               | Estadio Presidente Perón**         | Racing Club                 |
| LaLiga Santander  | San Mamés                          | Athletic Club               |
| LaLiga Santander  | Wanda Metropolitano                | Atlético Madrid             |
| LaLiga Santander  | Nuevo Mirandilla Nuevo             | Cádiz CF                    |
| LaLiga Santander  | Abanca-Balaídos                    | Celta de Vigo               |
| LaLiga Santander  | Estadio de Mendizorroza            | Deportivo Alavés            |
| LaLiga Santander  | Coliseum Alfonso Pérez             | Getafe                      |
| LaLiga Santander  | Estadio Nuevo Los Cármenes         | Granada CF                  |
| LaLiga Santander  | Estati Ciutat de Valencia          | Levante UD                  |
| LaLiga Santander  | Estadio de Vallecas                | Rayo Vallecano              |
| LaLiga Santander  | RCDE Stadium                       | RCD Espanyol                |
| LaLiga Santander  | Visit Mallorca Estadi              | RCD Mallorca                |
| LaLiga Santander  | Benito Villamarín                  | Real Betis                  |
| LaLiga Santander  | Estadio Santiago Bernabéu          | Real Madrid                 |
| LaLiga Santander  | Reale Arena                        | Real Sociedad               |
| LaLiga Santander  | Ramón Sánchez-Pizjuán              | Sevilla                     |
| LaLiga Santander  | Mestalla                           | Valencia                    |
| LaLiga Santander  | Estadio de la Cerámica             | Villarreal                  |
| LaLiga SmartBank  | Estadio Municipal de Butarque      | CD Leganés                  |
| LaLiga SmartBank  | Estadi Montilivi                   | Girona FC                   |
| LaLiga SmartBank  | Estadio La Rosaleda                | Málaga CF                   |
| LaLiga SmartBank  | Estadio José Zorrilla              | Real Valladolid             |
| LaLiga SmartBank  | Municipal de Ipurúa                | SD Eibar                    |
| LaLiga SmartBank  | El Alcoraz                         | SD Huesca                   |
| LaLiga SmartBank  | Estadio de Gran Canaria            | UD Las Palmas               |
| MLS               | Mercedes-Benz Stadium              | Atlanta United              |
| MLS               | Dignity Health Sports Park         | LA Galaxy                   |
| MLS               | Red Bull Arena (New Jersey)        | New York Red Bull           |
| MLS               | Providence Park                    | Portland Timbers            |
| MLS               | Lumen Field                        | Seattle Sounders            |
| MLS               | BC Place                           | Vancouver Whitecaps         |
| Ligue 1 Uber Eats | Groupama Stadium                   | Olympique de Lyon           |
| Ligue 1 Uber Eats | Orange Vélodrome                   | Olympique de Marsella       |
| Ligue 1 Uber Eats | Parc des Princes                   | Paris Saint-Germain         |
| Premier League    | Emirates Stadium                   | Arsenal FC                  |
| Premier League    | Villa Park                         | Aston Villa                 |
| Premier League    | Brentford Community Stadium* Nuevo | Brentford                   |
| Premier League    | The Amex                           | Brighton & Hove Albion      |
| Premier League    | Turf Moor                          | Burnley                     |
| Premier League    | Stamford Bridge                    | Chelsea                     |
| Premier League    | Selhurst Park                      | Crystal Palace              |
| Premier League    | Goodison Park                      | Everton                     |
| Premier League    | Elland Road                        | Leeds United                |
| Premier League    | King Power Stadium                 | Leicester City              |
| Premier League    | Anfield                            | Liverpool                   |
| Premier League    | Etihad Stadium                     | Manchester City             |
| Premier League    | Old Trafford                       | Manchester United           |
| Premier League    | St James' Park                     | Newcastle United            |
| Premier League    | Carrow Road                        | Norwich City                |
| Premier League    | St Mary's Stadium                  | Southampton                 |
| Premier League    | Tottenham Hotspur Stadium          | Spurs                       |
| Premier League    | Vicarage Road                      | Watford                     |
| Premier League    | Estadio Olímpico de Londres        | West Ham                    |
| Premier League    | Molineux Stadium                   | Wolves                      |
| EFL Championship  | Vitality Stadium                   | AFC Bournemouth             |
| EFL Championship  | Cardiff City Stadium               | Cardiff City                |
| EFL Championship  | Craven Cottage                     | Fulham                      |
| EFL Championship  | Kirklees Stadium                   | Huddersfield Town           |
| EFL Championship  | MKM Stadium                        | Hull City                   |
| EFL Championship  | Riverside Stadium                  | Middlesbrough               |
| EFL Championship  | Kiyan Prince Foundation Stadium    | Queens Park Rangers         |
| EFL Championship  | Bramall Lane                       | Sheffield United            |
| EFL Championship  | Bet365 Stadium                     | Stoke City                  |
| EFL Championship  | Swansea.com Stadium                | Swansea City                |
| EFL Championship  | The Hawthorns                      | West Bromwich Albion        |
| EFL League One    | Fratton Park                       | Portsmouth                  |
| EFL League One    | Stadium of Light                   | Sunderland AFC              |
| Serie A TIM       | San Siro Estadio Giuseppe Meazza   | AC Milan Inter de Milán     |
| J1 League         | Panasonic Stadium Suita            | Gamba Osaka                 |
| Liga BBVA MX      | Estadio Azteca                     | Club América Cruz Azul      |
| Eredivisie        | Johan Cruyff ArenA                 | Ajax                        |
| Liga Portugal     | Estádio do Dragão Vuelve           | FC Porto                    |
| Liga Portugal     | Estádio da Luz Vuelve              | SL Benfica                  |
| Süper Lig         | Atatürk Olimpiyat Stadium          | Fatih Karagümrük SK         |
| Resto del Mundo   | Otkrytie Arena                     | Spartak de Moscú            |
| Resto del Mundo   | Donbass Arena                      | Shakhtar Donetsk            |

| Estadios de selecciones | Estadios de selecciones    |
| Selección               | Estadio                    |
| ----------------------- | -------------------------- |
| Alemania                | Olympiastadion             |
| Argentina               | Estadio Presidente Perón   |
| Canadá                  | BC Place                   |
| España                  | Estadio Santiago Bernabeu  |
| Estados Unidos          | Dignity Health Sports Park |
| Francia                 | Parc des Princes           |
| Gales                   | Cardiff City Stadium       |
| Holanda                 | Johan Cruyff ArenA         |
| Inglaterra              | Wembley Stadium            |
| México                  | Estadio Azteca             |
| Portugal                | Estádio da Luz Vuelve      |
| Rusia                   | Otkrytie Arena             |

*Se añadirá mediante un DLC en el 2022.
**Solo disponibles para PlayStation 4, Xbox One y PC. En el resto de consolas (PlayStation 5, Xbox Series X|S, Google Stadia y Nintendo Switch), se usará un estadio ficticio en lugar de estos estadios.

## Canchas Fútbol Volta
En el juego también hay canchas para jugar a la modalidad de fútbol callejero "Volta". Estas son las que están actualmente en FIFA 22:
Localizaciones reales:
- Berlín
- Sídney
- Ámsterdam
- Barcelona
- Tokio
- Roma
- Río de Janeiro
- Calles de París
- Milán
- Dubái
- Ciudad de México
- Buenos Aires
- París
- Miami
- Sao Paulo
- Ciudad del Cabo
- Lagos
- Londres
- Nueva York
- Venice Beach
- Madrid

Localizaciones Ficticias:
- Depósito
- Estacionamiento.
- Estadio de VOLTA

## Recepción
FIFA 22 recibió elogios por su jugabilidad, gráficos y contenido, pero, generó fuertes críticas por su uso de microtransacciones. La versión Switch del juego fue muy criticada por su mala calidad.

## Banda sonora
La banda sonora fue revelada el 20 de septiembre de 2021 vía el perfil de Spotify de EA Sports FIFA.
Hay dos listas: Una para los menús y otra para el modo Volta. La lista de canciones incluidas en el juego son:
- AREA21 - Followers
- Baby Queen - You Shaped Hole
- Bakar - The Mission
- Binki - Landline
- Bloodmoon - Disarm
- Caio Prado - Baobá
- Casper Caan - Last Chance
- Che Lingo ft. Tamaraebi - Eyes on the Prize
- Chvrches - Good Girls
- Easy Life - Skeletons
- Elderbrook & Bob Moses - Inner Light
- Enny - I Want
- Feiertag ft. Msafiri Zawose - Trepidation
- Morad - Seguimos
- Garden City Movement ft. Lola Marsh - Summer Night
- Girl in Red - Apartment 402
- Glass Animals - I Don't Wanna Talk (I Just Wanna Dance)
- Greentea Peng ft. Simmy & Kid Cruise - Free My People
- Harvey Causon - Tenfold
- Hendrix Harris - The Hill
- Hope Tala - Mad
- Inhaler - Totally
- ISLAND - Do You Remember the Times
- Joy Crookes - Feet Don't Fail me Now
- Jungle - Talk About It
- Karol Conká & RDD - Subida
- Kero Kero Bonito - Well Rested
- Kojey Radical ft. Lex Amor - War Outside
- Luke Hemmings - Motion
- Kokoko! - Donne Moi, Je te Donne?
- Little Simz - Fear no Man
- Loyle Carner - Yesterday
- Moodoid ft. Melody's Echo Chamber - Only One Man
- Moonchild Sanelly ft. Sad Night Dynamite - Demon
- Musti & Jelassi ft. Gabyfuego - Fuego
- My Morning Jacket - Love Love Love
- Pa Salieu ft. Slowthai - Glidin'
- Polyamory - Hallelujah
- Public Order - Feels Like Summer
- Sam Fender - Get You Down
- Seb - Seaside_Demo
- Shango SK - High Way
- Sir Was - Before the Morning Comes
- Swedish House Mafia ft. Ty Dolla $ign & 070 Shake - Lifetime
- Polo & Pan ft. Channel Tres - Tunnel
- Terry Presume - Act Up
- The Chemical Brothers - The Darkness That you Fear
- Tsha ft. Trio da Kali - Demba
- V.I.C - A Teen
- Willow Kayne - Two Seater
- Yard Act - The Overload
- Young Franco ft. Denzel Curry & Pell - Fallin' Apart

La lista de canciones incluidas en el modo de juego VOLTA son:
- Badmómzjay - Tu Nicht So
- Baauer - GoGo!
- 84 Controller ft. Caitlyn Scarlett - U & Me
- Ac Slater, Darkzy & P Money - Vibes on Tap
- Aitch ft. Avelino - Party Round my Place
- AJ Tracey & Mabel - West Ten
- Aluna - Body Pump (Sammy Virji Remix)
- Amber Mark - Mixer (Preditah Remix)
- Ares Carter ft. Charlotte Haining - Out of Lives
- Armand Van Helden & Riva Starr ft. Sharlene Hector - Step It Up (Zach Witness Remix)
- Ashnikko ft. Kelis - Deal With It
- Big Zuu ft. D Double E - Variation
- Bklava - Thinkin' of You
- Bluey - Wine It
- Brockhampton ft. Danny Brown - Buzzcut
- Caribou - Never Come Back
- Sylolive & Los Rakas ft Happy Colors - Uno 2 Tres
- Chika - Hickory Dickory
- Choomba ft. LP Giobbi & Blush'ko - Say It
- Cobrah - U Know Me
- Cole LC ft. Adz - Westbrook
- Crush Club - Believer
- Dan D'Lion - Good Times to Come
- DJ Snake & Malaa - Pondicherry
- DRS & Mozey - Dance the Night Away
- Earthgang ft. Future - Billi
- Firebeatz - Let's Get Down
- Flohio - Whiplash
- Headie One ft. Young T & Bugsey - Princess Cuts
- Hermitude - Hyperparadise -Flume Remix (Gangz Flip)-
- Holy Fuck - Deleters (APRE Remix)
- Hybrid Minds ft. Grace Grundy - Bad to Me
- Jae5 ft. Skepta & Rema - Dimension
- Jay Prince - In the Morning
- Jimothy Lacoste - Describe a Vibe
- John Newman - Love me Again (Vice Remix)
- Kah-Lo - Commandments
- Kent Jones ft. Rick Ross - Bout That
- Keys n Krates - Brazilian Love Song
- Kream - Take Control
- Lice (Aesop Rock & Homeboy Sadman) - Ask Anyone
- Lorde ft. Run the Jewels - Supercut (El-P Remix)
- Loveleo ft. Rico Nasty - Tung Tied
- Machinedrum ft. Dawn Richard - Do It 4 U
- Major Lazer ft. Sia & Labrinth - Titans (VIP Remix)
- Manga Saint Hilare  & Lewi B - Don't Just Sit There. Do Something.
- MK xyz - Geaux
- Mr. Jukes & Barney Artist ft. Kofi Stone - Check the Pulse
- Neon Nights ft. Outlaw the Artist - Shining
- Noisy - 24/7
- Nutty P & PAV4N - Moves
- NVDES - Out With a Bang
- Odeal - More Life
- Orang Utan - Who's Your Love?
- P Money & Siencer - Doing Well
- PAV4N & Kromestar - Stasis
- Reve - CTRL+ALT+DELETE
- RL Grime & ISOxo - Stinger
- Saint Bodhi - Blessed
- seeyousoon - Ben Affleck
- Shay D - Talk of the Town
- Shygirl - Siren
- Statik Selektah ft Joey Bada$$ - Watch Me
- Terrell Hines - Otherside
- The Chemical Brothers - The Darkness That you Fear
- The Dirty 33 ft. Bobbie Johnson - Glowed Up
- Verb T & Illinformed - Low Notes
- Wacotron - Toothpaste
- XVOTO - Brainfreeze
- Yeboyah - Just se

## Ultimate Team
En esta temporada de FUT 22 habrá "Héroes de FUT" para el Ultimate Team, estos se podrán conseguir al reservar la Ultimate Edition, que incluye entre otras bonificaciones, tener a uno de los héroes, estos son:
| Liga             | Equipo              | Jugador              |
| ---------------- | ------------------- | -------------------- |
| Bundesliga       | VfB Stuttgart       | Mario Gómez          |
| Bundesliga       | Borussia Dortmund   | Lars Ricken          |
| Bundesliga       | Borussia Dortmund   | Jürgen Kohler        |
| Premier League   | Everton             | Tim Cahill           |
| Premier League   | Spurs               | Robbie Keane         |
| Premier League   | Manchester United   | Ole Gunnar Solskjaer |
| Premier League   | Arsenal             | Freddie Ljungberg    |
| Premier League   | Liverpool           | Jerzy Dudek          |
| Premier League   | Chelsea             | Joe Cole             |
| Serie A TIM      | Inter de Milán      | Diego Milito         |
| Serie A TIM      | Inter de Milán      | Iván Córdoba         |
| Serie A TIM      | Udinese Calcio      | Antonio Di Natale    |
| Liga BBVA MX     | Pumas UNAM          | Jorge Campos         |
| LaLiga Santander | Real Madrid         | Fernando Morientes   |
| LaLiga Santander | Celta de Vigo       | Aleksandr Mostovoi   |
| MBS Pro League   | Al Hilal            | Sami Al-Jaber        |
| Ligue 1          | Olympique Marseille | Abedi Pelé           |
| Ligue 1          | PSG                 | David Ginola         |
| MLS              | Seattle Sounders    | Clint Dempsey        |

### Iconos
Estos son todos los jugadores íconos que aparecieron en el listado publicado por EA y estarán en FIFA 22:

### Porteros
- Iker CasillasNuevo
- Petr Čech
- Peter Schmeichel
- Edwin van der Sar
- Lev Yashin

Venezuela Jermain Rojas

### Defensas
- Cafú Nuevo
- Nemanja Vidić
- Franco Baresi
- Laurent Blanc
- Sol Campbell
- Fabio Cannavaro
- Marcel Desailly
- Rio Ferdinand
- Fernando Hierro
- Ronald Koeman
- Paolo Maldini
- Bobby Moore
- Alessandro Nesta
- Carles Puyol
- Philipp Lahm
- Carlos Alberto
- Gianluca Zambrotta
- Javier Zanetti
- Ashley Cole
- Roberto Carlos

### Mediocampistas
- Michael Essien
- Gennaro Gattuso
- Pep Guardiola
- Claude Makélélé
- Emmanuel Petit
- Frank Rijkaard
- Bastian Schweinsteiger
- Xavi Hernández
- Michael Ballack
- Deco
- Steven Gerrard
- Roy Keane
- Frank Lampard
- Lothar Matthäus
- Andrea Pirlo
- Paul Scholes
- Juan Sebastián Verón
- Patrick Vieira
- Ryan Giggs
- Pavel Nedvěd
- Marc Overmars
- Jay-Jay Okocha
- Robert Pirès
- Roberto Baggio
- Gheorghe Hagi
- Kaká
- Ronaldinho
- Michael Laudrup
- Jari Litmanen
- Diego Maradona
- Hidetoshi Nakata
- Pelé
- Juan Román Riquelme
- Rui Costa
- Luís Figo
- Clarence Seedorf
- Sócrates
- Zinedine Zidane
- David Beckham

### Delanteros
- Robin van Persie Nuevo
- Wayne Rooney Nuevo
- Éric Cantona
- Dennis Bergkamp
- Johan Cruyff
- Alessandro Del Piero
- Eusébio
- Ruud Gullit
- Raúl González Blanco
- Gianfranco Zola
- John Barnes
- Thierry Henry
- Rivaldo
- George Best
- Garrincha
- Fernando Torres
- Samuel Eto’o
- Ferenc Puskás
- Davor Šuker
- Emilio Butragueño
- Hernán Crespo
- Kenny Dalglish
- Didier Drogba
- Filippo Inzaghi
- Miroslav Klose
- Patrick Kluivert
- Henrik Larsson
- Gary Lineker
- Michael Owen
- Ronaldo
- Ian Rush
- Hugo Sánchez
- Alan Shearer
- Andriy Shevchenko
- Hristo Stoichkov
- David Trezeguet
- Marco van Basten
- Ruud van Nistelrooy
- Christian Vieri
- Ian Wright